# Anoplophora davidis
Anoplophora davidis är en skalbaggsart som först beskrevs av Léon Fairmaire 1886. Anoplophora davidis ingår i släktet Anoplophora och familjen långhorningar.
Artens utbredningsområde är:
- Tibet.
- Laos.
- Myanmar.
- Filippinerna.
- Taiwan.

Inga underarter finns listade i Catalogue of Life.